# Gorduno
Gorduno (in dialetto ticinese Gurdün) è un quartiere di 871 abitanti della città svizzera di Bellinzona, sito nel Canton Ticino.

## Geografia fisica
Gorduno sorge sulla parte settentrionale di un cono di deiezione, originato dall'omonimo fiume "Riale di Gorduno". Sulla seconda metà c'è invece Galbisio, un tempo parte di Gorduno e impiegato come zona agricola. La zona più antica è il nucleo del paese, nella sua parte più alta. Il territorio si estende sul versante del Monte Gaggio, su tale versante sono presenti centri abitati o semplici abitazioni a scopo vacanziero o di alpeggio.
Gorduno confina con i quartieri bellinzonesi di: Gnosca, Galbisio, Bellinzona (Nord), Preonzo e Montecarasso. A Est confina con il comune di Arbedo-Castione.

## Storia

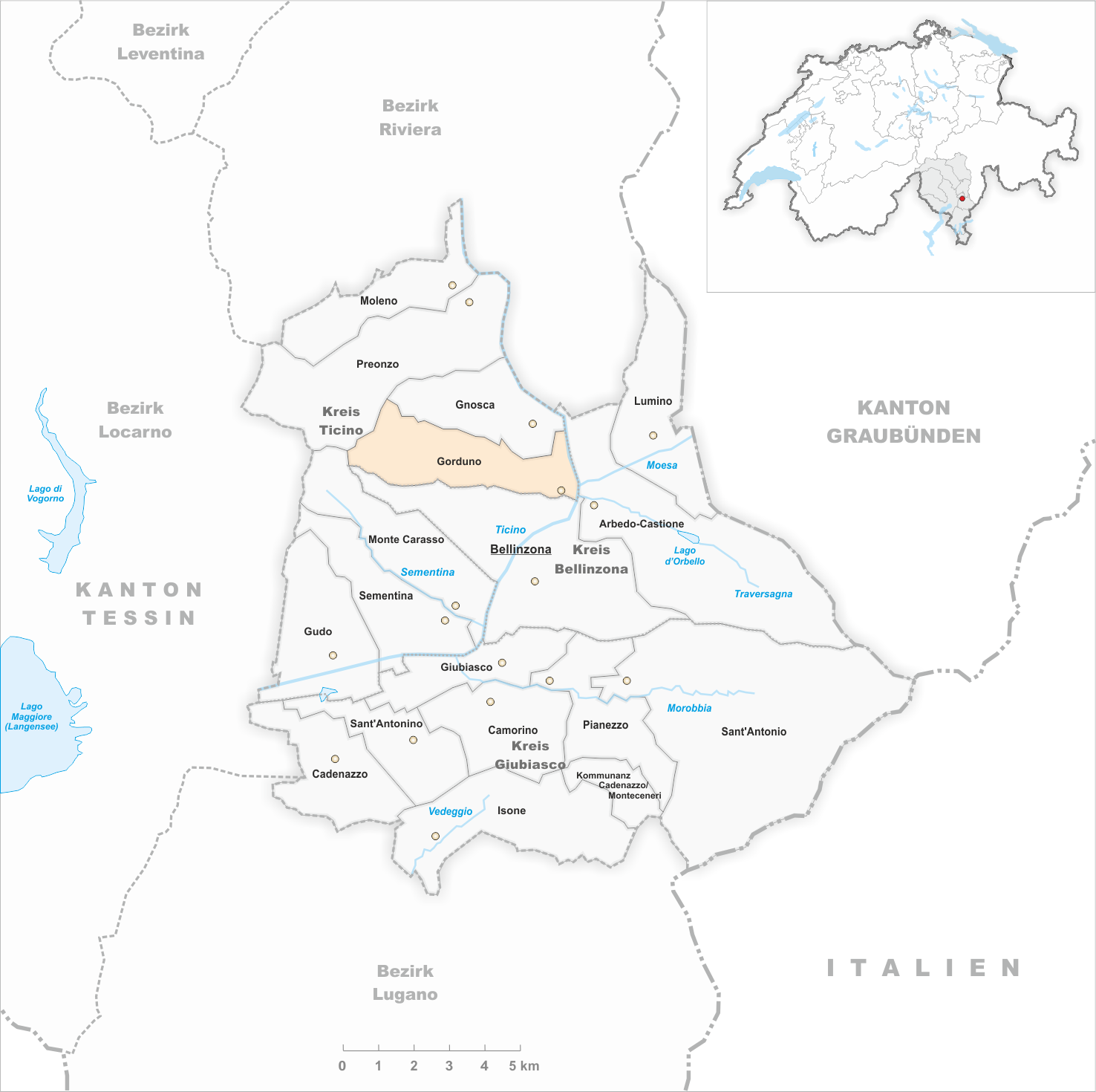
Il territorio del comune di Gorduno prima degli accorpamenti comunali del 2017

Fino al 1º aprile 2017 è stato un comune autonomo che si estendeva per 9,2 km²; il 2 aprile 2017 è stato accorpato al comune di Bellinzona assieme ad altri comuni, questi sono: Camorino, Claro, Giubiasco, Gnosca, Gudo, Moleno, Monte Carasso, Pianezzo, Preonzo, Sant'Antonio e Sementina.

## Monumenti e luoghi d'interesse
- Chiesa dei Santi Rocco e Sebastiano
- Chiesa dei Santi Carpoforo e Maurizio

## Società

### Evoluzione demografica
L'evoluzione demografica è riportata nella seguente tabella:
Abitanti censiti

## Amministrazione
Ogni famiglia originaria del luogo fa parte del cosiddetto comune patriziale e ha la responsabilità della manutenzione di ogni bene comune ricadente all'interno dei confini della frazione.
È stato il quarto comune ticinese a ricevere il marchio "solidarit'eau".